# Martin Mendelsohn
Martin Mendelsohn (* 16. Dezember 1860 in Posen; † 26. August 1930 in Berlin) war ein deutscher Mediziner und Hochschulprofessor der Medizin und der Krankenpflege der Berliner Friedrich-Wilhelms-Universität.

## Leben und Wirken
Martin Mendelsohn wurde in Posen als Sohn jüdischer Eltern geboren. Er studierte in Berlin Medizin und promovierte bei Ernst von Leyden, der ihn für die Wichtigkeit von Diätetik und krankenpflegerischen Maßnahmen zur Unterstützung medizinischer Anordnungen sensibilisierte. Mendelsohn habilitierte sich am 1. Februar 1895 zum Thema Krankenpflege und spezifische Therapie. In den Folgejahren hielt er Vorlesungen über Krankenpflege, die allerdings ausschließlich für Studierende der Medizin gedacht waren. Diese Vorlesungen auf Krankenpflegerinnen oder Krankenwärter auszudehnen, konnte für Mendelsohn zum damaligen Zeitpunkt noch kein Thema sein, da Wart- und Pflegepersonal zum Teil nicht einmal des Lesens und Schreibens mächtig war. Mendelsohn wollte die Krankenpflege als ärztliche Subdisziplin etablieren. In seinen Arbeiten zur Krankenpflege fanden sich allerdings mehrere Elemente wieder, die bereits bei der Krankenschwester Florence Nightingale in England vorformuliert waren, wobei Mendelsohn nicht ausdrücklich auf Nightingale verwies. Mendelsohn konstatierte bemerkenswert, dass an 23 3⁄4 Stunden des Tages der Arzt nicht beim Kranken sei und dass die Krankenpflege während dieser Zeit, als angewandte Therapie, Substitutionsfunktion für den Arzt habe. Im Jahr 1896 wurde er zum Mitglied der Leopoldina gewählt. Wie auch Frau von Leyden engagierte sich Mendelssohns Frau im Berliner Lette-Verein, der Kontakte zu englischen Medizinerinnen unterhielt und Frauen in Krankenpflege und Diätassistenz ausbildete.
Im Jahr 1899, als Mendelsohn zum Titularprofessor ernannt wurde, publizierte er die Monographie Krankenpflege für Mediziner bei Gustav Fischer in Jena. Für Mendelsohn bestand Krankenpflege aus den drei Elementen der Krankenversorgung, der Krankenwartung und der Hypurgie. In diesem differenzierteren Verständnis war es nun vor allem die Hypurgie als Summe und Inbegriff der vielfältigen Maßnahmen, die man unter dem Begriff Krankenpflege zusammenfasst, die als eine rein medizinisch-wissenschaftliche Disziplin unbedingt in der Hand des Arztes zu verbleiben hatte und als medizinisches Spezialgebiet institutionalisiert werden sollte. Den Begriff der Hypurgie übernahm er aus dem Corpus Hippocraticum in der Absicht, die Hypurgie wissenschaftlich auszuwerten und ihn in die diätetischen Vorstellungen des Hippokrates einzubetten. Mendelsohn übernahm 1894 die Redaktion der ärztlichen Zeitschrift für Krankenpflege. Ab 1901 gab er seine eigene Zeitschrift Die Krankenpflege. Monatsschrift für die gesamten Zweige der Krankenpflege und Krankenbehandlung in Wissenschaft und Praxis heraus. Hier ließ er nun auch erstmals Pflegepersonen, so vor allem Hedwig von Schlichting (1861–1924), Agnes Karll (1868–1927), Clementine von Wallmenich (1849–1908) und Marie Cauer (1861–1950) eigene Artikel publizieren. Trotz eines Freispruchs in einem Gerichtsverfahren erfolgte 1906 seine Relegation von der Berliner Friedrich-Wilhelms-Universität. Martin Mendelsohn äußerte sich ab diesem Zeitpunkt nicht mehr zu Fragen der Krankenpflege als medizinischem Spezialgebiet.

### Familie
Martin Mendelsohn war verheiratet mit Johanna Bach. Ihr gemeinsamer Sohn Peter Sebastian (1896–1940) studierte in Berlin Jura an der Friedrich-Wilhelms-Universität und gleichzeitig Gesang bei Egon Söhnlin sowie klassische Gitarre bei Carl Henze. Ab 1930 nahm er den Mädchennamen der Mutter an und trat als Lautensänger Peter Sebastian Bach auf. Ab 1936 verbrachte er sein Leben in verschiedenen Konzentrationslagern und wurde schließlich am 20. September 1940 in der Tötungsanstalt Hartheim bei Linz ermordet.

### Schüler
Zu den Schülern von Martin Mendelsohn gehörte der Mediziner Paul Jacobsohn (1868–1931). Paul Jacobsohn gründete 1899 den Deutschen Krankenpflegerbund und trat für die Einrichtung einer „Krankenpflegekammer“ ein.

## Veröffentlichungen
- Der Comfort des Kranken. 2. Auflage. Hirschwald, Berlin 1892.
- Die Stellung der Krankenpflege in der wissenschaftlichen Therapie: Rede, gehalten in der oeffentlichen Sitzung der Versammlung deutscher Naturforscher und Aerzte zu Duesseldorf am 23. September 1898. Thieme, Leipzig 1898.
- Krankenwartung und Krankenpflege. In: Zeitschrift für Krankenpflege. Bd. 21 (1899), S. 116 ff.
- Krankenpflege für Mediciner (= Handbuch der speciellen Therapie innerer Krankheiten. Supplementband 1,3). Fischer, Jena 1899. Leseprobe, abgerufen am 23. Mai 2021.
- Die alkoholischen Getränke und der menschliche Organismus, Berlin : Erich Reiss 1930.
- Wie sollen Herzkranke leben?, Berlin Brandus 1917.